# Шавен
Ша́вен (Шефшауэн) (араб. شفشاون‎, Шифшаун; бербер. ⵜⵛⴻⴼⵜⵛⴰⵡⴻⵏ) — город в Марокко, который известен своей архитектурой и тем, что подавляющее большинство стен зданий в нём окрашены в различные оттенки синего и голубого.

## География
Город Шефшауэн находится на крайнем северо-западе Марокко, близ Тетуана, на склонах хребта Эр-Риф и является административным центром одноимённой провинции. Входит в состав региона Танжер-Тетуан. Численность населения города составляет 35.709 человек (на 2004 год).

## История
Годом основания города считается 1471, когда Моула Али-бен-Мусса-бен-Рашид-эль-Алами, прибывший в Марокко из Андалузии эмир, строит на месте небольшого берберского поселения мечеть и крепость для защиты северного Марокко от португальцев. Сильнейший импульс к развитию Шефшауэн придал Альгамбрский эдикт от 1492 года, повелевавший маврам-мусульманам и иудеям покинуть Испанию. Прибывшие и осевшие в большом количестве здесь испанские мусульмане и евреи сформировали внешний вид марокканского города по образцам своей родины, Андалузии. В связи с тем, что в течение столетий город был объявлен священным местом и посещение его иноверцам было запрещено под страхом смерти, Шефшауэн сохранил в неприкосновенности свой средневековый облик.  Считается, что первым европейским исследователем, посетившим город, был французский миссионер и путешественник Шарль Эжен де Фуко, побывавший там под видом раввина в 1883 году.
В 1906 году, на конференции в Альхесирасе, было принято решение о распространении испанского протектората на север Марокко. После франко-испанского соглашения от 27 ноября 1912 года испанские войска вступили в Шефшауэн, открыв его таким образом для внешнего мира. В то время в городе проживала большая колония евреев-сефардов, говоривших на своём языке. Во время Первой мировой войны Германия попыталась использовать арабские националистические движения в Северной Африке, разжигая недовольство в отношении французских властей в Марокко и в Алжире. Так, немецкий консул в испанском Марокко, в Тетуане, Вальтер Цехлин вступил в переговоры с арабским вождём Мухаммедом абд-эль-Кримом. Узнав об этом, испанские власти удалили Цехлина из колонии и отправили в Мадрид, а Мухаммед абд-эль-Крим был арестован и находился в заключении в Шефшауэне в 1916—1917 годах.
Во время Рифской войны в 1924 году город был эвакуирован из-за угрозы применения против него химического оружия (горчичного газа). В ноябре 1925 года Шефшауэн подвергся бомбардировке со стороны французской эскадрильи Escadrille Cheériffian. Когда об этой военной акции стало известно в Париже, французское правительство отозвало эту эскадрилью из Марокко. 
В 1956 году, когда была провозглашена независимость Марокко, Шефшауэн был последним городом в Испанском Марокко, где был спущен испанский флаг. В настоящее время в этом городе, как и во многих других этой бывшей испанской колонии, многие жители владеют испанским языком, а сам Шефшауэн весьма часто посещается испанскими туристами. Среди пользующихся спросом иностранцев первые места занимают такие товары, как шерстяные изделия, конопля и козий сыр.
Город известен своей архитектурой, окрашенной в сине-голубые оттенки, эту традицию объясняют различными причинами. По одним утверждениям, андалузские евреи, вынужденные бежать из Испании в 1492 году в результате преследований, начали красить свои дома в синий цвет и продолжили окрашивать в этот цвет уже все свои владения, будучи убежденными, что он является самым близким к цвету неба, напоминающему им о Боге. Есть и другие предположения. Среди них, например история о том, что люди окрашивают город таким образом как символ мира и терпимости, после того, как этот город принимал многочисленные волны беженцев.
Сегодня евреев здесь уже практически не осталось, но местные жители продолжают сложившуюся традицию и регулярно обновляют стены свежей краской, т.к. это служит мощным импульсом для развития туристической индустрии.

## Галерея
- Улицы города
- Символ-сувенир из Шавена

## Города-побратимы
- США, Иссаква
- Испания, Вехер-де-ла-Фронтера
- Испания, Ронда
- Китай, Куньмин
- Тунис, Тестур